# Turnitin
Turnitin (engl. [turn-it-in] für „gib es ab“, „reich es ein“) ist ein Internet-basierter Dienst zur Erkennung von Plagiaten, welcher seit 1997 von iParadigms entwickelt wird. Viele Universitäten und höhere Schulen erwerben Lizenzen, die sie berechtigen, Arbeiten auf die Turnitin-Website zu laden; die hochgeladenen Texte werden bei Turnitin automatisiert auf kopierte Textstellen überprüft. Die Ergebnisse dieser Untersuchung können dann zur Analyse von Ähnlichkeiten zu existierenden Quellen dienen oder im Rahmen von formativer Evaluation dabei helfen, Auszubildenden zu zeigen, wie Plagiate vermieden werden können, und so die Qualität der eigenen Arbeit verbessert werden kann.
Eine Möglichkeit, Schüler und Studierende davon abzuhalten, ihre Werke durch Plagiieren zu erstellen, besteht darin, die Abgabe direkt auf der Turnitin-Website zu fordern. Besonders verbreitet ist dies bereits an High Schools in den Vereinigten Staaten. Dort zog die Praxis jedoch auch Kritik auf sich und führte zu Protesten von betroffenen Schülern, unter anderem da sie darin eine Verletzung der Unschuldsvermutung sahen. Außerdem wurde von Kritikern eine mögliche Missachtung des Datenschutzes der Benutzer sowie eine Verletzung des Urheberrechts bemängelt.
Der Hersteller von Turnitin, iParadigms LLC, bietet auch einen ähnlichen Dienst namens iThenticate zur Plagiatserkennung für Forscher und Editoren an und betreibt die Informationsseite Plagiarism.org. Turnitin ist in drei Dienste unterteilt. „Turnitin Feedback Studio“ bietet die Plagiatsüberprüfung mit dazugehörigem Feedback und Benotung, „Turnitin Revision Assistant“ übernimmt die formative Evaluation zur Verbesserung der Arbeiten und „Turnitin Scoring Engine“ bietet automatisierte Benotungen an.

## Funktion
Turnitin überprüft, ob potentiell Text aus anderen Quellen übernommen wurde, indem mittels eines proprietären Algorithmus die zu überprüfende Arbeit mit mehreren Datenbanken verglichen wird. Dabei werden Turnitins eigene Datenbanken, aber auch externe akademische Datenbanken verwendet, mit denen Turnitin Lizenzvereinbarungen abgeschlossen hat.

### Verwendung der überprüften Arbeiten
Die zur Überprüfung auf Turnitin abgegebenen Arbeiten werden in einer Datenbank gespeichert und bei späteren Plagiats-Überprüfungen zum Vergleich herangezogen, um zu verhindern, dass ein Student oder Schüler das Werk eines anderen plagiiert.
Zusätzlich zu den Arbeiten in dieser Datenbank wird auch mit wissenschaftlichen Artikeln, Büchern und Journalen aus diversen Quellen verglichen. Außerdem vergleicht Turnitin die Arbeiten mit Internet-Seiten, wofür auch bereits nicht mehr zugängliche Websites archiviert werden.

### Integration in den Unterricht
Typischerweise werden die Arbeiten direkt als individuelle Dokumente zum Turnitin-Dienst hochgeladen, damit das zuständige Lehrpersonal später darauf zugreifen kann. Lehrende können jedoch auch selbst einzelne oder mehrere Dateien (auch als ZIP-Datei) abgeben und analysieren lassen. Es kann eingestellt werden, ob die Auszubildenden Zugriff auf die Ergebnisse der Analyse haben sollen, um eventuell eine Verbesserung abgeben zu können.
Mehrere E-Learning-Systeme können so eingestellt werden, dass Abgaben zur Analyse automatisch an Turnitin weitergeleitet werden. Blackboard, Moodle, ANGEL, Instructure, Desire2Learn, Pearson Learning Studio, Sakai und Studywiz bieten unterschiedliche Möglichkeiten, Turnitin zu integrieren.

## Kontroversen

### Datenschutz
In Kanada gab es 2006 eine Debatte, ob Turnitin die Sicherheit der abgegebenen Arbeiten sicherstellen könne, da der USA Patriot Act US-amerikanischen Behörden Zugriff auf alle Daten gewährt, die auf Servern innerhalb der USA gespeichert sind. Manche Studierende und Universitäten waren besorgt, dass dies auch eine Analyse ihrer bei Turnitin abgegebenen Arbeiten beinhaltet. Der Präsident der Ryerson Student’s Union, einer Studierendenvereinigung, drückte diese Sorge so aus: “It’s of real concern for students, especially those of minority backgrounds who already feel targeted” (deutsch: „Es ist eine echte Sorge von Studenten, vor allem für jene, die aufgrund ihrer Zugehörigkeit zu einer Minderheit das Gefühl haben, unter Beobachtung zu stehen”).

### Urheberrechtsprobleme
Da die hochgeladenen Arbeiten der Schüler und Studierenden von Turnitin gespeichert werden, um später mit den Arbeiten Anderer verglichen werden zu können, stellt sich die Frage, ob Turnitin das Recht hat, diese Speicherung vorzunehmen. Einige Studierende äußerten, sie seien nicht damit einverstanden, dass Turnitin mit ihrem geistigen Eigentum kommerziellen Gewinn erziele, weshalb es zu einer Klage kam (siehe Abschnitt Rechtliche Dispute).
Auch in Deutschland gibt es Zweifel an der Rechtmäßigkeit der Übermittlung von Arbeiten an Turnitin. Der allgemeine Studierendenausschuss der Universität Bielefeld schätzt die Verwendung von Turnitin als Verstoß gegen das Urheberrechtsgesetz ein.

### Studierende unter Generalverdacht
Kritiker interpretieren die bei der Verwendung von Turnitin oft herrschende Pflicht, dass Studierende oder Schüler ihre Arbeiten von Turnitin analysieren lassen müssen, als Generalverdacht gegen Studierende und sozusagen als Verletzung der Unschuldsvermutung. Einige Professoren und Lehrer sehen diese misstrauische Atmosphäre kritisch und setzen sich dafür ein, dass Turnitin auf ihren Bildungseinrichtungen nicht eingesetzt wird.

### WriteCheck
iParadigms, das Unternehmen hinter Turnitin, betrieb eine Website namens WriteCheck, auf der Studierende ihre Arbeiten abgeben konnten und diese daraufhin mit denselben Datenbanken wie bei Turnitin abgeglichen wurden. Das führte dazu, dass Studierende vorab überprüfen konnten, ob ihre Arbeit später im Rahmen der Analyse mittels Turnitin als Plagiat erkannt wird oder nicht. Wirtschafts-Professor Alex Tabarrok von der George Mason University meint dazu: „They are warlords who are arming both sides in this plagiarism war“ (deutsch: „Sie sind Kriegsherren, die beide Seiten in diesem Plagiats-Krieg bewaffnen“). Der Dienst wurde am 30. Juni 2020 eingestellt.

## Rechtliche Dispute
In einem Rechtsstreit über die verpflichtende Verwendung von Turnitin weigerte Jesse Rosenfeld, ein Student der McGill University, sich 2004, seine akademischen Arbeiten bei Turnitin analysieren zu lassen, da er dies als beleidigend für Studierende empfand, die hart daran arbeiteten, eigenes geistiges Eigentum zu produzieren. Letztlich entschied der Universitäts-Senat, dass Rosenfelds Arbeiten ohne Turnitin zu benoten seien. 2005 wurde in einem ähnlichen Fall an derselben Universität ebenfalls gegen eine Verwendung von Turnitin entschieden. 2006 entschied der Senat der Mount Saint Vincent University, dass die von Studierenden produzierte Arbeit nicht an Turnitin oder ähnliche Dienste weitergegeben werden darf. Außerdem entschieden sich Princeton, Harvard, Yale und Stanford, Turnitin nicht zu verwenden.
Im Jahr 2007 klagten zwei Schüler der McLean High School und zwei Schüler der Desert Vista High School das Unternehmen iParadigms, welches für Turnitin verantwortlich ist, vor dem United States Circuit Court an. Die Schüler beschuldigten das Unternehmen, mit seinen Geschäftspraktiken Urheberrechtsverstöße zu begehen. Das Gericht wies die Klage jedoch ab, da es sich um Fair Use nach dem amerikanischen Urheberrecht handle, und auch die Berufung war nicht erfolgreich.